# 1595 Tanga
1595 Tanga este un asteroid din centura principală, descoperit pe 19 iunie 1930, de Cyril Jackson și Harry Edwin Wood.